# Доменико Венециано
Доменико Венециано (на италиански: Domenico Veneziano) е италиански художник от епохата на ранния Ренесанс, един от основателите на Флорентинската живописна школа.

## Биография
За живота му известно много малко – дори Джорджо Вазари в своите „Жизнеописания“ излага повече предположения и анекдоти, отколкото достоверни факти за живота му.
Роден е около 1410 г. във Венеция. Започва самостоятелна работа като живописец през 1432 г. През 1439 г. отива във Флоренция. Запазено е писмо от април 1438 г. на Доменико Венециано, адресирано до Пиеро ди Козимо Медичи и писано в Перуджа, където художникът работи в дома на семейство Балиони. В писмото художникът се е подписал като „Domenicho da Vinesia“. През 1439 г. заедно с Пиеро дела Франческа започва работа по стенописите в църквата „Сант Егидио“ на болницата „Санта Мария Нуова“ във Флоренция. През 1445 г. по неизвестна причина изоставя работата и по-късно фреските са довършени от Андреа дел Кастаньо през 1451 - 1453 г. и Алесо Балдовинети през 1461 г. Този цикъл фрески е унищожен изцяло през XVIII век.
Според Вазари, след като завършва работата над олтара Маньоли през 1447 г., Венециано заминава за областта Марке, където отново заедно с Пиеро дела Франческа работят над стенописите в църквата Санта Мария в Лорето. Поради чумна епидемия Венециано се връща във Флоренция и недовършените фрески впоследствие са унищожени.
Последната известна работа на художника е от 1454 – стенопис в капела Кавалканти в църквата „Санта Кроче“, която при последвалото преустройство през 1566 г. е преместена и се съхранява в музея към църквата. По-късните му работи не са съхранени.
Умира на 15 май 1461 г. във Флоренция.